# Emanuel Zünd
Emanuel Zünd (Vaduz, 29 dicembre 2004) è un calciatore liechtensteinese, centrocampista o attaccante del Meyrin e della nazionale liechtensteinese.

## Carriera

### Club
Cresciuto nel settore giovanile del Ruggell prima e del Vaduz poi. 
Il 3 agosto 2023 si trasferisce al Signal, dove esordisce in prima squadra il 26 agosto. Dopo aver totalizzato 6 presenze nel mercato invernale si trasferisce al Veyrier, dove realizza 3 gol in 13 presenze.
La stagione successiva gioca nel Meyrin, in 1. Lega.

### Nazionale
Ha giocato nelle nazionali giovanili dell'Under-15, Under-19 ed Under-21.
Il 5 settembre 2024 esordisce in nazionale maggiore nella sfida persa per 1-0 in Nations League contro San Marino.

## Statistiche

### Presenze e reti nei club
Statistiche aggiornate al 10 maggio 2026.
| Stagione        | Squadra         | Campionato      | Campionato | Campionato | Coppe nazionali | Coppe nazionali | Coppe nazionali | Coppe continentali | Coppe continentali | Coppe continentali | Altre coppe | Altre coppe | Altre coppe | Totale | Totale | Totale |
| Stagione        | Squadra         | Comp            | Pres       | Reti       | Comp            | Pres            | Reti            | Comp               | Pres               | Reti               | Comp        | Pres        | Reti        | Pres   | Reti   |        |
| --------------- | --------------- | --------------- | ---------- | ---------- | --------------- | --------------- | --------------- | ------------------ | ------------------ | ------------------ | ----------- | ----------- | ----------- | ------ | ------ | ------ |
| 2022-2023       | Vaduz II        | -               | -          | -          | CL              | 1               | 0               |                    | -                  | -                  |             | -           | -           | 1      | 0      |        |
| 2023-gen. 2024  | Signal FC       | 2Li             | 6          | 0          |                 | -               | -               |                    | -                  | -                  |             | -           | -           | 6      | 0      |        |
| gen.-giu. 2024  | Veyrier         | 2Li             | 13         | 3          |                 | -               | -               |                    | -                  | -                  |             | -           | -           | 13     | 3      |        |
| 2024-2025       | Meyrin          | 1L              | 7+2        | 0+1        |                 | -               | -               |                    | -                  | -                  |             | -           | -           | 9      | 1      |        |
| Totale carriera | Totale carriera | Totale carriera | 28         | 4          |                 | 1               | 0               |                    | -                  | -                  |             | -           | -           | 29     | 4      |        |

### Cronologia presenze e reti in nazionale
| Cronologia completa delle presenze e delle reti in nazionale ― Liechtenstein | Cronologia completa delle presenze e delle reti in nazionale ― Liechtenstein | Cronologia completa delle presenze e delle reti in nazionale ― Liechtenstein | Cronologia completa delle presenze e delle reti in nazionale ― Liechtenstein | Cronologia completa delle presenze e delle reti in nazionale ― Liechtenstein | Cronologia completa delle presenze e delle reti in nazionale ― Liechtenstein | Cronologia completa delle presenze e delle reti in nazionale ― Liechtenstein | Cronologia completa delle presenze e delle reti in nazionale ― Liechtenstein |
| Data                                                                         | Città                                                                        | In casa                                                                      | Risultato                                                                    | Ospiti                                                                       | Competizione                                                                 | Reti                                                                         | Note                                                                         |
| ---------------------------------------------------------------------------- | ---------------------------------------------------------------------------- | ---------------------------------------------------------------------------- | ---------------------------------------------------------------------------- | ---------------------------------------------------------------------------- | ---------------------------------------------------------------------------- | ---------------------------------------------------------------------------- | ---------------------------------------------------------------------------- |
| 5-9-2024                                                                     | Serravalle                                                                   | San Marino                                                                   | 1 – 0                                                                        | Liechtenstein                                                                | UEFA Nations League 2024-2025 - 1º turno                                     | -                                                                            | 63’                                                                          |
| 10-10-2024                                                                   | Vaduz                                                                        | Liechtenstein                                                                | 1 – 0                                                                        | Hong Kong                                                                    | Amichevole                                                                   | -                                                                            | 83’                                                                          |
| 18-11-2024                                                                   | Vaduz                                                                        | Liechtenstein                                                                | 1 – 3                                                                        | San Marino                                                                   | UEFA Nations League 2024-2025 - 1º turno                                     | -                                                                            | 78’                                                                          |
| 22-3-2025                                                                    | Vaduz                                                                        | Liechtenstein                                                                | 0 – 3                                                                        | Macedonia del Nord                                                           | Qual. Mondiali 2026                                                          | -                                                                            | 73’                                                                          |
| 25-3-2025                                                                    | Vaduz                                                                        | Liechtenstein                                                                | 0 – 2                                                                        | Kazakistan                                                                   | Qual. Mondiali 2026                                                          | -                                                                            | 46’                                                                          |
| 6-6-2025                                                                     | Cardiff                                                                      | Galles                                                                       | 3 – 0                                                                        | Liechtenstein                                                                | Qual. Mondiali 2026                                                          | -                                                                            | 89’                                                                          |
| 9-6-2025                                                                     | Vaduz                                                                        | Liechtenstein                                                                | 0 – 4                                                                        | Scozia                                                                       | Amichevole                                                                   | -                                                                            | 81’                                                                          |
| Totale                                                                       |                                                                              | Presenze                                                                     | 7                                                                            |                                                                              | Reti                                                                         | 0                                                                            |                                                                              |